# Iosif Lengheriu
Iosif Lengheriu (* 24. Mai 1914 in Marosújvár, Österreich-Ungarn; † 11. September 1991) war ein rumänischer Fußballspieler und -trainer. Er bestritt insgesamt 101 Spiele in der Divizia A.

## Karriere

### Vereine
Lengheriu wechselte im Jahr 1934 zu Ceramica Bistrița in die neu gegründete Divizia B. Im Jahr 1935 verpflichtete ihn Erstligist Crișana Oradea. Nach neun Toren in 19 Spielen schloss er sich im Sommer 1936 Rapid Bukarest an. Mit Rapid konnte er zwischen 1937 und 1942 sechsmal in Folge den rumänischen Pokal gewinnen. Die Meisterschaft konnte er mit seinem Team in den Spielzeiten 1936/37 und 1937/38 die Vizemeisterschaft erringen. In der Saison 1936/37 konnte er in 17 Spielen 13 Tore erzielen, später jedoch nie mehr an diese Leistung anknüpfen.
Nach dem Ende des Zweiten Weltkrieges schloss er sich wieder CFR Bukarest an. Von 1946 bis 1948 spielte er in der zweiten Mannschaft des Klubs, Grivița CFR Bukarest, die der Divizia B.

### Nationalmannschaft
Lengheriu bestritt sieben Spiele für die rumänische Nationalmannschaft. Er debütierte am 11. Juni 1939 im Freundschaftsspiel gegen Italien. Vom 14. April 1940 bis zu seinem letzten Länderspiel am 12. Oktober 1941 gegen die Slowakei stand er in allen sechs Spielen in der Startformation.

## Erfolge
- Rumänischer Pokalsieger: 1937, 1938, 1939, 1940, 1941, 1942